# 同年获两项奥斯卡金像奖提名演员列表
美国电影艺术与科学学院主办的奥斯卡金像奖（又名学院奖）每年都会颁发四个演员表演类奖项，分别是最佳男主角、男配角、女主角、女配角奖。历史上已有多次演员同一年获两个奖项的提名，其中第一次发生在1938年。根据学院评奖规则，只要有足够选票支持，演员同年获提名的数量没有限制。唯一有关演员多项提名的规则是演员不能因同一电影表现获多个提名，此项在巴里·菲茨杰拉德因《与我同行》同时获最佳男主角和男配角奖提名后新增。
截止2025年的第97屆奧斯卡金像獎，共有12位演员在同年获两项提名。首先是女演员费伊·贝恩特因《白色横幅》与《红衫泪痕》分获第11届奥斯卡金像奖最佳女主角和女配角提名。最近一次是第92屆奧斯卡金像獎，史嘉蕾·喬韓森分别以《婚姻故事》和《兔嘲男孩》获最佳女主角和女配角提名。七位演员获奖一项，但还没有谁同年获两项表演奖。五位演员两项提名全部落空，分别是因《迷雾中的大猩猩》和《上班女郎》获提名的雪歌妮·薇佛，因《長日將盡》和《以父之名》入围的艾瑪·湯普遜，因《天上人間》和《时时刻刻》提名的茱莉安·摩爾，因《伊莉莎白：輝煌年代》和《搖滾啟示錄》入围的凯特·布兰切特，以及因《婚姻故事》和《兔嘲男孩》提名的史嘉蕾·喬韓森。

## 提名
| 年份 （届数）   | 姓名            | 奖项   | 电影                   | 结果 |
| --------------- | --------------- | ------ | ---------------------- | ---- |
| 1938 （第11届） | 费伊·贝恩特     | 女主角 | 《白色横幅》           | 提名 |
| 1938 （第11届） | 费伊·贝恩特     | 女配角 | 《红衫泪痕》           | 获奖 |
| 1942 （第15届） | 特雷莎·怀特     | 女主角 | 《洋基的驕傲》         | 提名 |
| 1942 （第15届） | 特雷莎·怀特     | 女配角 | 《忠勇之家》           | 获奖 |
| 1944 （第17届） | 巴里·菲茨杰拉德 | 男主角 | 《与我同行》           | 提名 |
| 1944 （第17届） | 巴里·菲茨杰拉德 | 男配角 | 《与我同行》           | 获奖 |
| 1982 第55届     | 潔西卡·蘭芝     | 女主角 | 《弗兰西斯》           | 提名 |
| 1982 第55届     | 潔西卡·蘭芝     | 女配角 | 《杜絲先生》           | 获奖 |
| 1988 （第61届） | 雪歌妮·薇佛     | 女主角 | 《迷雾中的大猩猩》     | 提名 |
| 1988 （第61届） | 雪歌妮·薇佛     | 女配角 | 《上班女郎》           | 提名 |
| 1992 （第65届） | 艾尔·帕西诺     | 男主角 | 《闻香识女人》         | 获奖 |
| 1992 （第65届） | 艾尔·帕西诺     | 男配角 | 《大亨游戏》           | 提名 |
| 1993 （第66届） | 荷莉·亨特       | 女主角 | 《鋼琴別戀》           | 获奖 |
| 1993 （第66届） | 荷莉·亨特       | 女配角 | 《黑色豪門企業》       | 提名 |
| 1993 （第66届） | 艾瑪·湯普遜     | 女主角 | 《告別有情天》         | 提名 |
| 1993 （第66届） | 艾瑪·湯普遜     | 女配角 | 《以父之名》           | 提名 |
| 2002 （第75届） | 茱莉安·摩爾     | 女主角 | 《天上人間》           | 提名 |
| 2002 （第75届） | 茱莉安·摩爾     | 女配角 | 《时时刻刻》           | 提名 |
| 2004 （第77届） | 傑米·福克斯     | 男主角 | 《雷之心靈傳奇》       | 获奖 |
| 2004 （第77届） | 傑米·福克斯     | 男配角 | 《落日殺神》           | 提名 |
| 2007 （第80届） | 凯特·布兰切特   | 女主角 | 《伊莉莎白：輝煌年代》 | 提名 |
| 2007 （第80届） | 凯特·布兰切特   | 女配角 | 《搖滾啟示錄》         | 提名 |
| 2019 （第92届） | 史嘉蕾·喬韓森   | 女主角 | 《婚姻故事》           | 提名 |
| 2019 （第92届） | 史嘉蕾·喬韓森   | 女配角 | 《兔嘲男孩》           | 提名 |

## 肖像

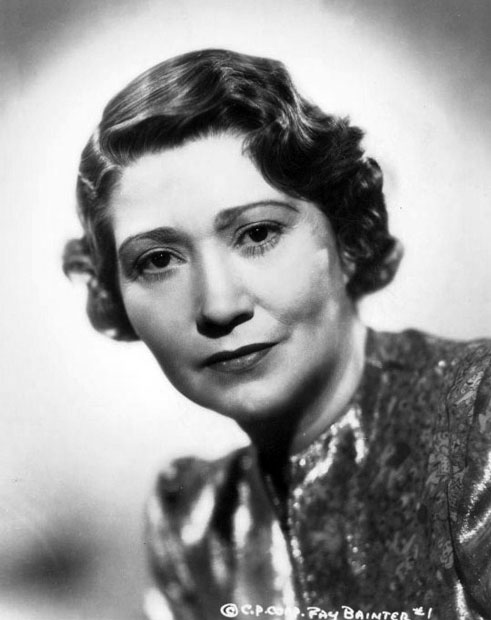
费伊·贝恩特
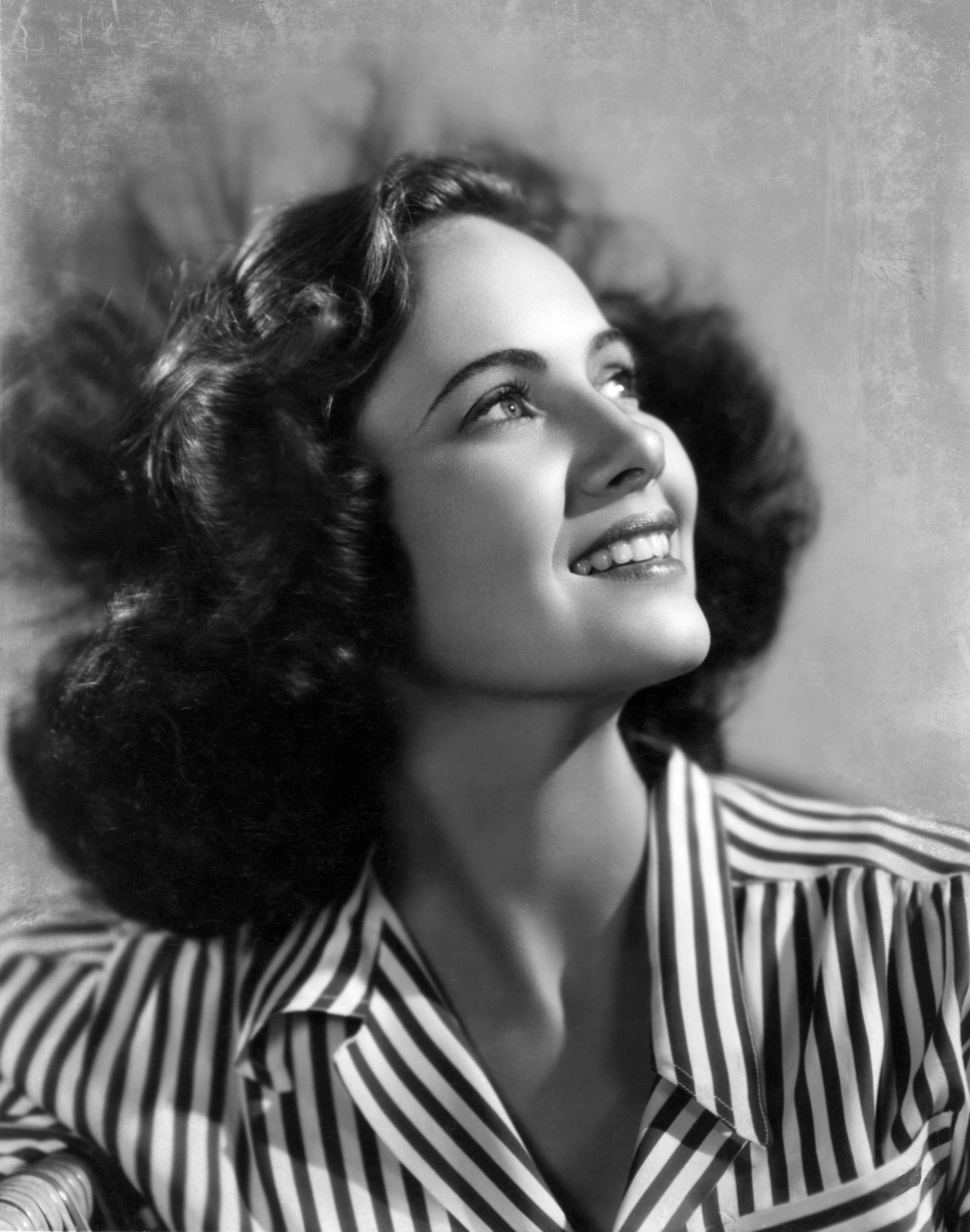
特雷莎·怀特
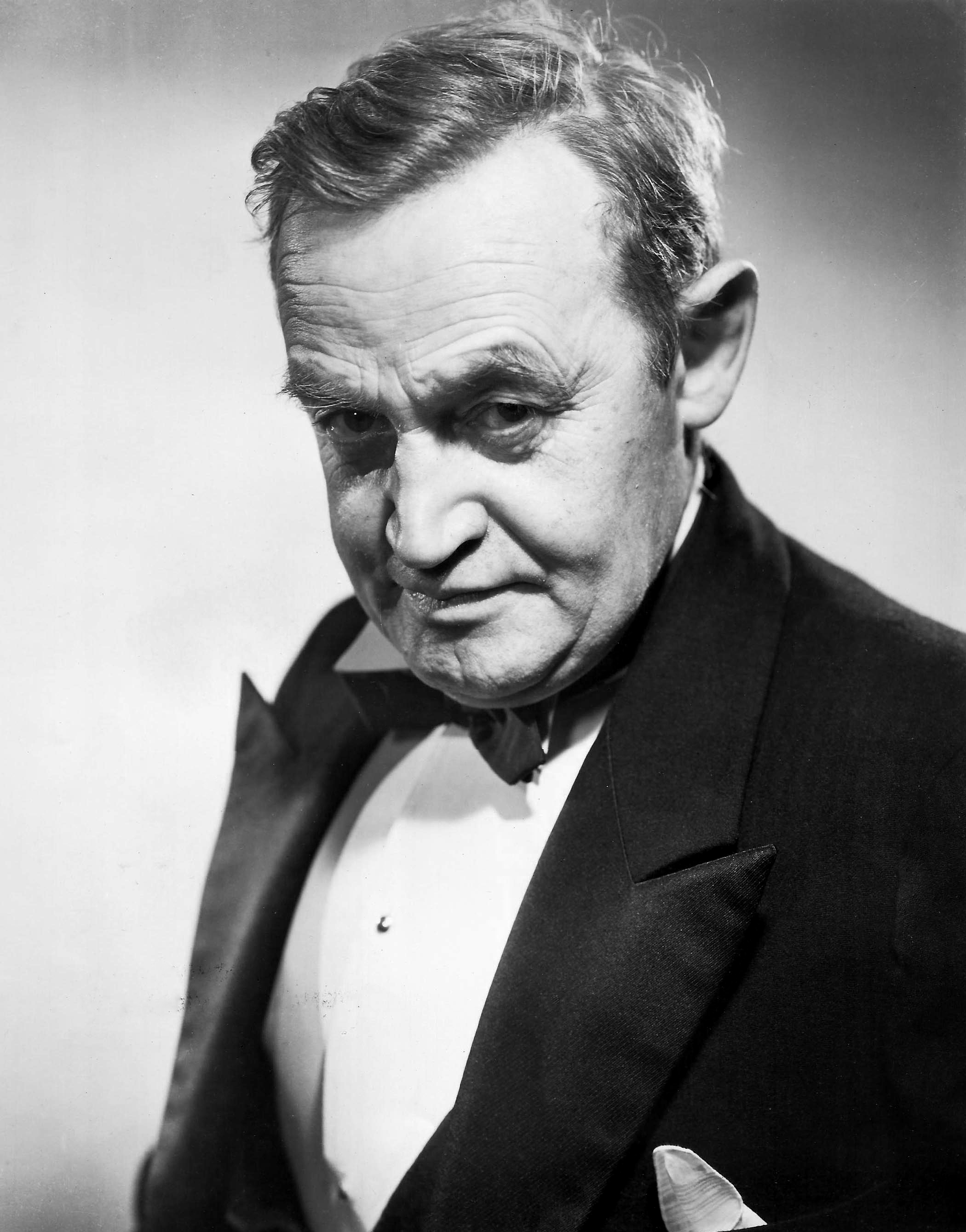
巴里·菲茨杰拉德
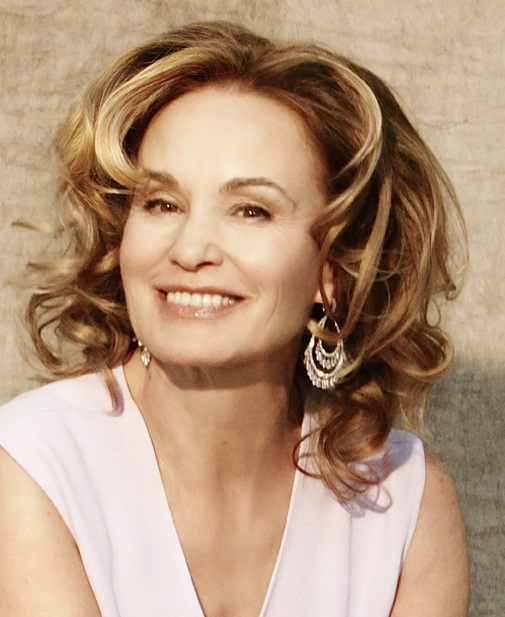
潔西卡·蘭芝
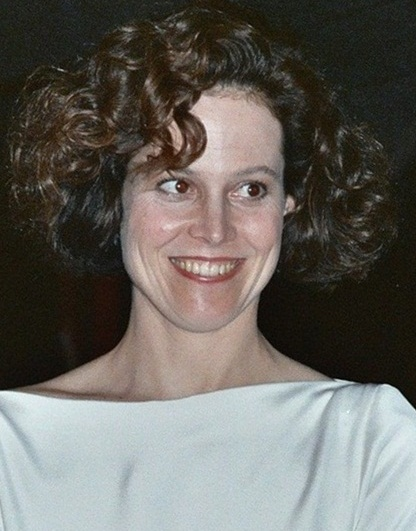
雪歌妮·薇佛
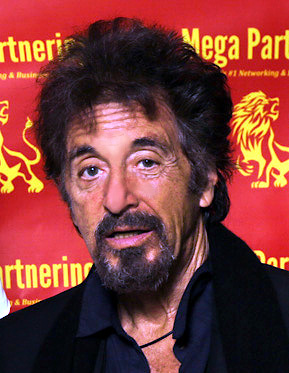
艾尔·帕西诺
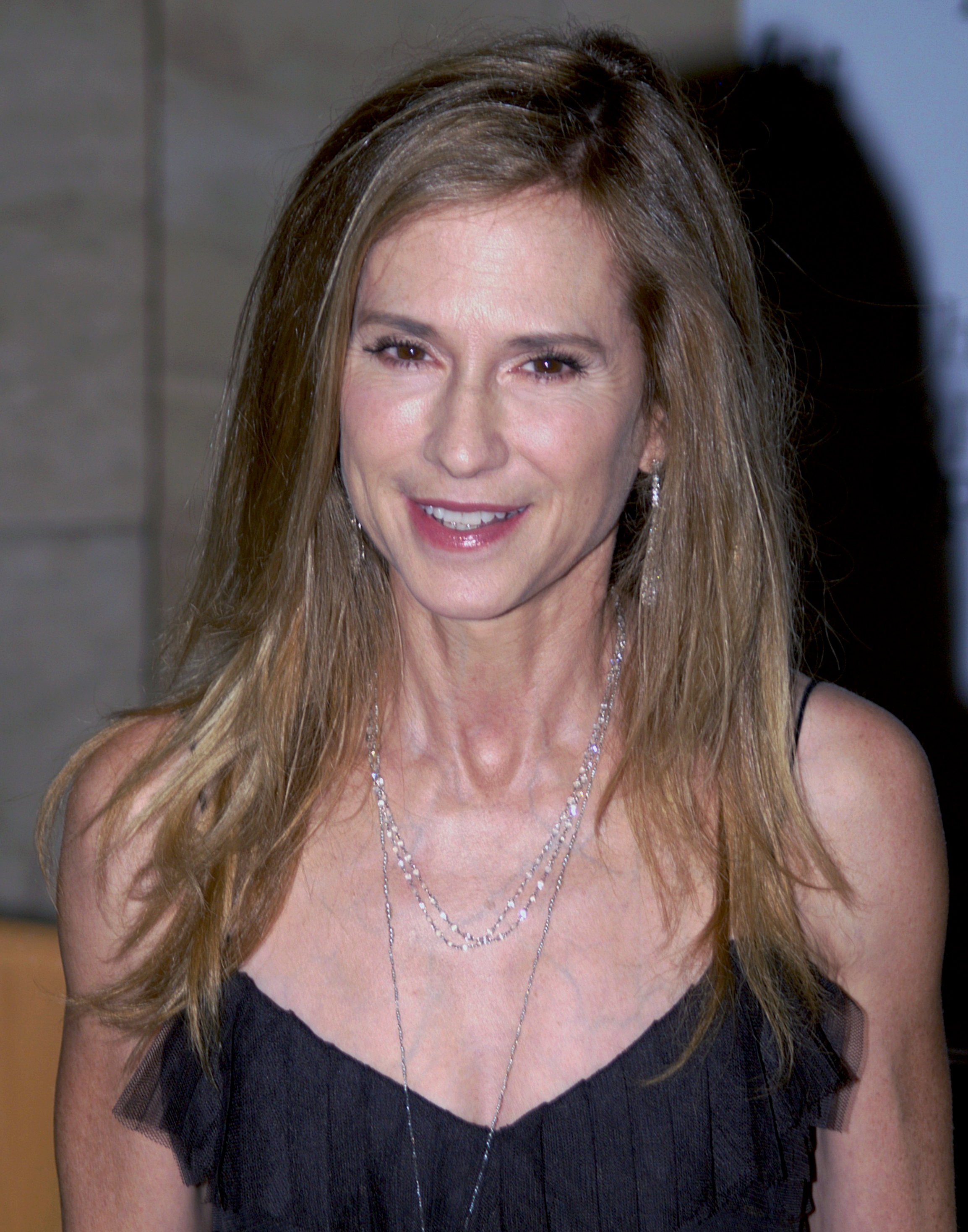
荷莉·亨特
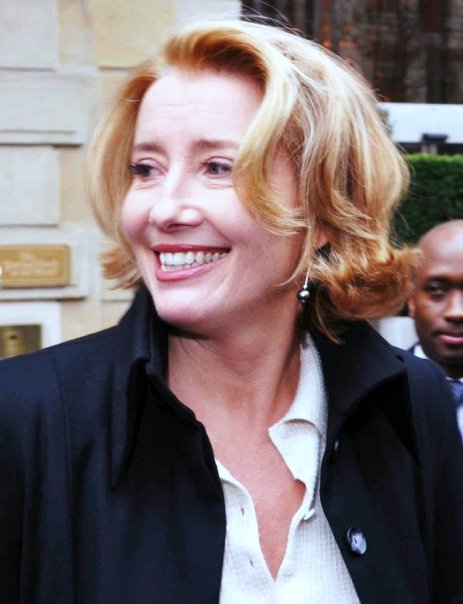
艾瑪·湯普遜
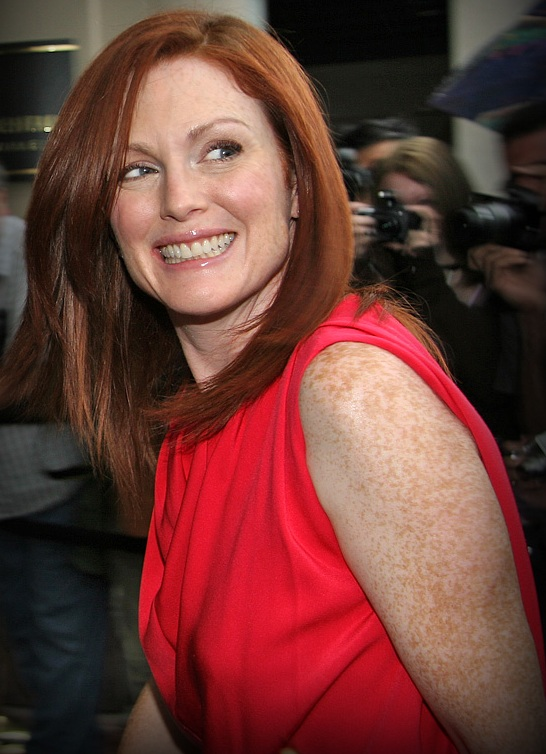
茱莉安·摩爾
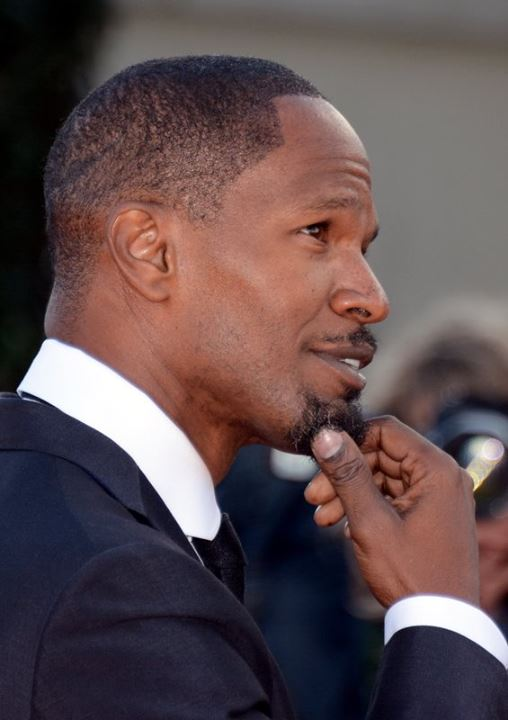
杰米·福克斯
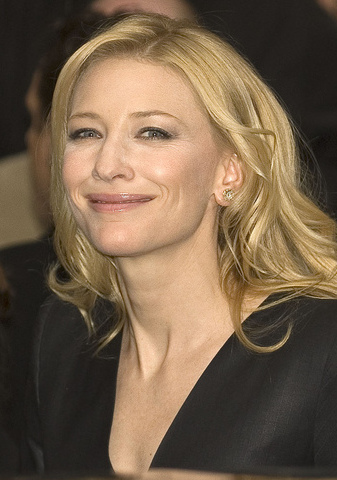
凯特·布兰切特
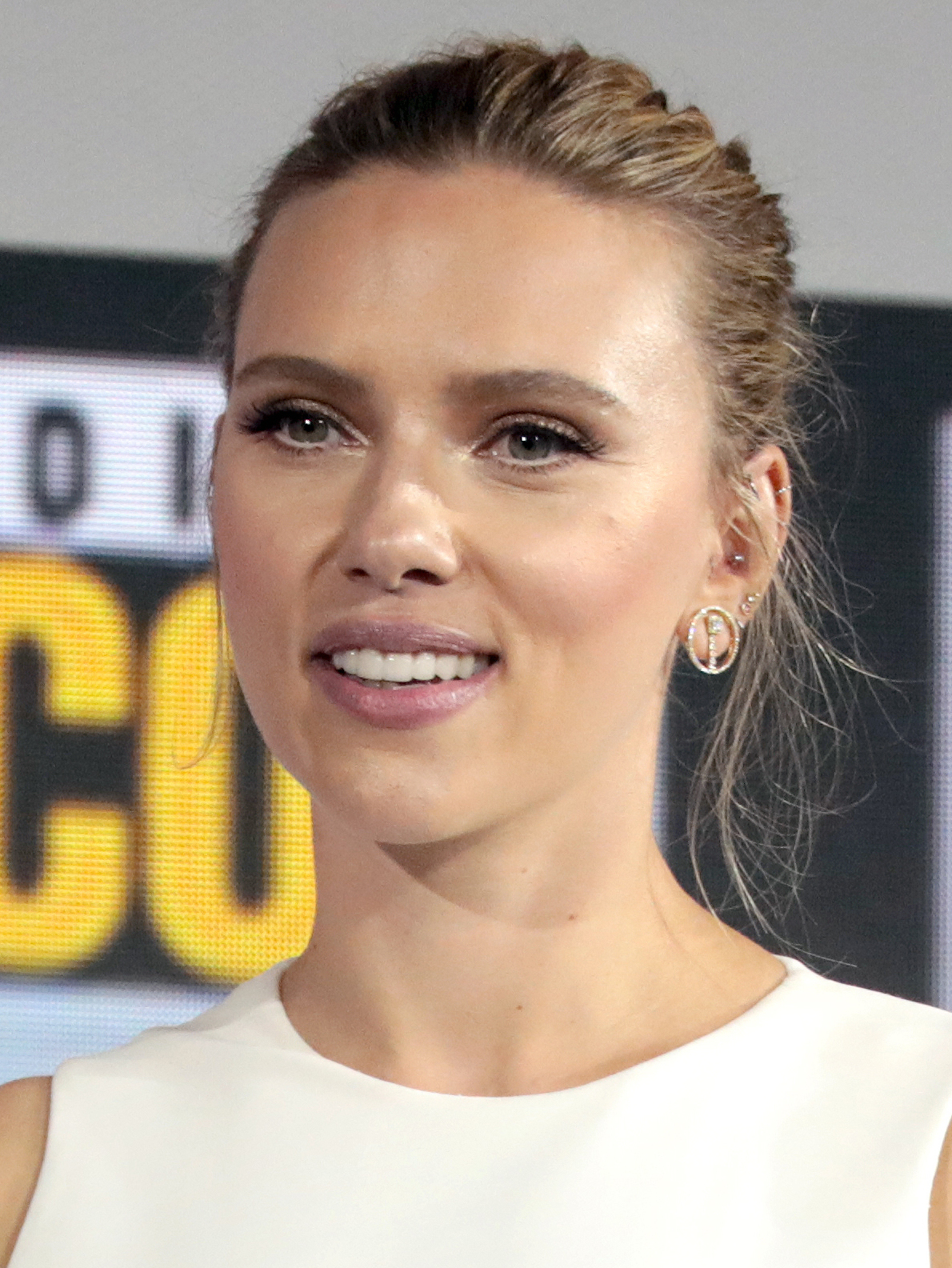
史嘉蕾·喬韓森